# Love Sweets
《Love Sweets》是由MOONSTONE製作於2014年4月25日發售的戀愛冒險類型成人遊戲，後來發售DVDPG版和Android版。

## 故事
双見樹在得知朋友在打工地方交到女友後，原本想交的女友的樹也開始有了仿效念頭。為了達成目標，樹來到咖啡廳「Cafe Hot Chocolat」開始打工。

## 角色
雙見樹
本作男主角。早瀨學園的學生。雙親不在家，與妹妹同住，負責打理家中事務。
音無奏繪（聲優：篠原ゆみ）
身高：158cm，三圍：B88（F）/W57/H86
2年A組的學生，Cafe Hot Chocolat的服務生。夢想能成為糕點師傅，一年前就來到店內打工。
一之瀬結衣（聲優：桃井いちご）
身高：160cm，三圍：B86（E）/W56/H87
2年C組的學生，樹的青梅竹馬，後來擔任Cafe Hot Chocolat的服務生。
音無櫛無（聲優：真宮ゆず）
身高：148cm，三圍：B75（A）/W48/H77
1年B組的學生，奏繪的表妹，Cafe Hot Chocolat的服務生。
圓城未萌（聲優：野野村紗夜）
身高：166cm，三圍：B91（F）/W59/H88
3年D組的學生，Cafe Hot Chocolat的服務生。
雙見伊織（聲優：shizuku）
身高：153cm，三圍：B73（A）/ W46/ H75
1年B組的學生，樹的妹妹，後來擔任Cafe Hot Chocolat的服務生。

## 主題曲
片頭曲：「永遠の季節」
作詞：藤本スミレ，作曲、編曲：松浦貴雄，主唱：NANA
片尾曲：「あなたといるから」
作詞：SAYACA，作曲、編曲：青島修造，主唱：nachi

## 外部連結
- 官方網站 （页面存档备份，存于）（日語）